# Nelson Araujo
Nelson Araujo (sinh ngày 24 tháng 10 năm 1987) là một chính khách người Mỹ. Ông từng là thành viên đảng Dân chủ của Hạ viện Nevada.

## Tuổi thơ
Araujo sinh ra ở Las Vegas, Nevada năm 1987. Cha mẹ ông là người tị nạn từ Nội chiến Salvador. Ông được mẹ nuôi dưỡng, làm quản gia trong khách sạn.
Araujo kiếm được bằng B.A. và M.P.A. từ Đại học Nevada, Las Vegas (UNLV).

## Sự nghiệp
Araujo bắt đầu làm việc cho Thượng nghị sĩ Harry Reid vào năm 2007. Sau đó, ông làm việc cho United Way of South Nevada.
Araujo đã từng là thành viên của Hạ viện Nevada từ năm 2015.
Araujo tuyên bố rằng ông đang tìm kiếm văn phòng Bộ trưởng Ngoại giao Nevada vào năm 2018. Araujo nói trong một tuyên bố mà ông đang điều hành vì ông muốn đảm bảo rằng Nevada có một hệ thống bỏ phiếu "bảo vệ quyền cơ bản của mọi cử tri đủ điều kiện để được bỏ phiếu,  bất kể họ là ai hay họ tin gì. "  Ông thua trước đảng Cộng hòa đương nhiệm Barbara Cegavske. Ông là người dân chủ duy nhất thua trong một văn phòng toàn tiểu bang.